# Отворено првенство Сардиније у тенису
Отворено првенство Сардиније је професионални тениски турнир који је тренутно део АТП челинџер тура који се игра на земљаним теренима у Каљарију, Италија. Првенствено је организован као АТП 250 турнир због отказивања многих турнира током сезоне 2020, због пандемије Ковида 19. У свом првом издању турнир је био познат као Forte Village Sardegna Open и био је догађај АТП Тур у прва два издања (2020. и 2021.)

## Досадашња финала

### Појединачно
| Year             | Шампион         | Финалиста      | Резултат           |
| ---------------- | --------------- | -------------- | ------------------ |
| 2020             | Ласло Ђере      | Марко Чекинато | 7–6(7–3), 7–5      |
| 2021             | Лоренцо Сонего  | Ласло Ђере     | 2–6, 7–6(7–5), 6–4 |
| 2022             | Није одржано    | Није одржано   | Није одржано       |
| ↓ АТП челинџер ↓ |                 |                |                    |
| 2023             | Уго Умберт      | Ласло Ђере     | 4–6, 7–5, 6–4      |
| 2024             | Маријано Навоне | Лоренцо Музети | 7–5, 6–1           |

### Парови
| Year            | Шампиони                       | Финалисти                         | Резултат              |
| --------------- | ------------------------------ | --------------------------------- | --------------------- |
| 2020            | Маркус Данијел Филип Озвалд    | Хуан Себастијан Кабал Роберт Фара | 6–3, 6–4              |
| 2021            | Лоренцо Сонего Андреа Вавасори | Симоне Болели Андрес Молтени      | 6–3, 6–4              |
| 2022            | Није одржано                   | Није одржано                      | Није одржано          |
| ↓ АТП челиџер ↓ |                                |                                   |                       |
| 2023            | Александер Ерлер Лукас Мидлер  | Максимо Гонзалез Андрес Молтени   | 7–6(8–6), 6–3         |
| 2024            | Срирам Балаји Андре Бегеман    | Борис Ариас Федерико Цебалос      | 6–4, 6–7(3–7), [10–6] |